# الان چه حسی دارم
الان چه حسی دارم (به انگلیسی: How I'm Feeling Now) چهارمین آلبوم استودیویی از خوانندهٔ بریتانیایی چارلی ایکس‌سی‌ایکس می‌باشد که ۸ ماه بعد از آلبوم قبلی وی تحت عنوان چارلی در ۱۵ مهٔ سال ۲۰۲۰ منتشر گردید. این آلبوم ۸ ماه بعد از آلبوم قبلی وی تحت عنوان چارلی منتشر شده و طی شش هفته و در دوران قرنطینهٔ کووید-۱۹ با یک فرآیند مشارکتی «خودت انجام بده» که طرفداران او نیز در آن نقش داشتند، ساخته شده‌است. تهیه‌کنندگی اجرایی این آلبوم را چارلی ایکس‌سی‌ایکس، ای. جی. کوک و بی‌جی برتون بر عهده داشتند.
پیش از انتشار الان چه حسی دارم تک‌آهنگ‌های «برای همیشه»، «پنجه‌ها» و «بالاخره فهمیدم» منتشر شده بودند که که با بازخوردهای مثبتی از سوی منتقدان نیز روبه‌رو شدند. این آلبوم با نقدهای مثبت زیادی روبه‌رو شد و به‌خاطر ترکیب ترانه‌سرایی پاپ با تولیدات الکترونیک تجربی تحسین شد. این آلبوم در جدول آلبوم‌های بریتانیا به رتبهٔ ۳۳ رسید و ۲٫۱۴۵ نسخه فروش داشت. این اثر برای جایزهٔ مرکوری سال ۲۰۲۰ در فهرست نامزدها قرار داشت.